# Okultacija
Okultacija (lat. occultatio: sakrivanje, prikrivanje, tajenje) je astronomskа pojava na nebu pri kojoj je jedno nebesko telo zakriveno drugim, na primer zvezde Mesecom ili prirodni sateliti matičnim planetom. Istorijsku su važnost imale okultacije Jupiterom njegova četiri najveća satelita, koje su služile za merenje vremena. Na temelju okultacije zvezda planetoidom može se odrediti veličina i oblik planetoida, oblik kojih teleskopi ne mogu direktno snimiti. Pomračenja se ubrajaju u okultacije.

## Primeri okultacije
Okultacije mogu biti prelazi (tranzit) i pomračenja (eklipse). Prelazi se odnose na slučajeve u kojima je bliže telo prividno ili stvarno manje od udaljenijeg, kao na primer prolaz Merkura ili Venere preko Sunca. Pomračenja uglavnom predstavljaju događaje kada se telo kreće u senci drugog, kao što je lunarna ili solarna eklipsa - u prvom slučaju mesec se kreće u Zemljinoj senci, dok je u drugom slučaju prividni prečnik Meseca jednak solarnom, tako da je Mesec u celosti ili delimično prikriva Sunce. Sva tri događaja su vidljivi rezultat sizigije.

### Astronomska metoda merenja brzine svetlosti
Ole Remer je 1675. ustanovio da trenuci opažanja okultacija (kad se nebesko telo, gledano sa Zemlje, skriva iza drugog) Jupiterovih satelita (primer je Io) zavise od brzine širenja svetlosti. Do tada se smatralo da se svetlost prenosi s beskonačnom brzinom. Kada se Zemlja nalazi u položaju 1 (vidi sliku dole), posmatrač nalazi da do okultacija dolazi u jednakim vremenskim razmacima, tada se Zemlja niti približava niti udaljava od Jupitera. U položaju 2. Zemlja se udaljava od Jupitera, a posmatrač nalazi da trenuci okultacije kasne. Razlog je u tome što je svetlosti potrebno dodatno vreme da prevali povećanu udaljenost do Zemlje. Ako se zamisli da su najpre posmatrane okultacije u položaju 1, te da se onda prešlo zajedno sa Zemljom u položaj 3, a da putem nisu posmatrane okultacije. Znajući u kojim su se razmacima vremena okultacije pojavljivale u položaju 1, može se predvideti vreme okultacije u položaju 3. Do nje ne bi dolazilo još toliko vremena koliko je svetlosti potrebno da prevali udaljenost od položaja Zemlje 1 do položaja Zemlje 3, a to je dužina 2a. Remer je izmerio da ukupno kašnjenje iznosi oko t = 1.000 sekundi. Za brzinu svetlosti izlazi:
{\displaystyle c={\frac {2a}{t}}\!}
gde je:  – brzina svetlosti, a – udaljenost Zemlje od Sunca, t – vreme kašnjenja svetlosti.
Numerička vrednost brzine svetlosti direktno zavisi od tačnosti sa kojom je poznata srednja udaljenost do Sunca (u ono vreme poznata kao 140 miliona kilometara). Može se uočititi da odnos brzine svetlosti i brzine Zemlje ne zavisi od srednje udaljenosti do Sunca. Naime, kako je brzina kretanja Zemlje po stazi jednaka v = 2aπ / Z, gde je Z siderička godina, to je:
{\displaystyle {\frac {c}{v}}\,=\,{\frac {Z}{t\cdot \pi }}\!}
gde je:  – brzina svetlosti,  = brzina kretanja Zemlje, a – udaljenost Zemlje od Sunca, Z - siderička godina Zemlje, π = 3,14, t – vreme kašnjenja svetlosti.
Remer je vršio merenja oko 8 godina i odnos c : v je izašao oko 7600. Današnje vrednosti su 299 792  : 29,8 km/s ≈ 10,100. Zapravo Remer nije napravio nikakav proračun i nije procenio brzinu svetlosti. Na osnovu njegovih merenja to je obavio Kristijan Hajgens i on je dobio za oko 25% manju vrednost nego što su današnja merenja. Značajno je da je Remer dokazao da je brzina svetlosti konačna. Njegovi rezultati nisu u početku prihvaćeni sve dok Džejms Bredli 1727. nije otkrio aberaciju svetlosti. Godine 1809. francuski astronom Žan-Batist Žozef Delambr je ponovio Remerova merenja, koja su tada obavljena s mnogo tačnijim mernim instrumentima i dobio za brzinu svetlosti oko 300 000 km/s. On je zapravo izmerio da svetlost putuje sa Sunca do Zemlje 8 minuta i 12 sekundi (stvarna vrednost je 8 minuta i 19 sekundi).

## Popis okultacija i tranzita
Navode se okultacije, odnosno tranziti planeta Sunčevog sistema i zvezda između 1800 i 2100.
| Dan                | Sat (UT) | Planeta ispred | Nebesko telo iza               |
| ------------------ | -------- | -------------- | ------------------------------ |
| 9. decembar 1802   | 7:36     | Merkur         | Akrab (β Sco)                  |
| 9. decembar 1808   | 20:34    | Merkur         | Saturn                         |
| 22. decembar 1810  | 6:32     | Venera         | Nergal (ξ² Sag)                |
| 3. januar 1818     | 21:52    | Venera         | Jupiter                        |
| 11. jul 1825       | 9:10     | Venera         | δ Bika (δ¹ Tau)                |
| 11. jul 1837       | 12:50    | Merkur         | Propus (η Gem)                 |
| 9. maj 1841        | 19:35    | Venera         | Elektra (17 Tau)               |
| 27. septembar 1843 | 18:00    | Venera         | Zavija (η Vir)                 |
| 16. decembar 1850  | 11:28    | Merkur         | Kaus Borealis (λ Sag)          |
| 22. maj 1855       | 5:04     | Venera         | Mebsuta (ε Gem)                |
| 30. jun 1857       | 0:25     | Saturn         | Vasat (δ Gem)                  |
| 5. decembar 1865   | 14:20    | Merkur         | Kaus Borealis (λ Sag)          |
| 28. februar 1876   | 5:13     | Jupiter        | Akrab (β Sco)                  |
| 7. jun 1881        | 20:54    | Merkur         | Mebsuta (ε Gem)                |
| 9. decembar 1906   | 17:40    | Venera         | Akrab (β Sco)                  |
| 27. jul 1910       | 2:53     | Venera         | Propus (η Gem)                 |
| 10. jun 1940       | 2:21     | Merkur         | Mebsuta (ε Gem)                |
| 25. oktobar 1947   | 1:45     | Venera         | Zuben el genub (α Lib)         |
| 7. jul 1959        | 14:30    | Venera         | Regul (α Leo)                  |
| 27. septembar 1965 | 15:31    | Merkur         | Eta Virginis                   |
| 13. maj 1971       | 20:00    | Jupiter        | Akrab (β Sco) (obe komponenti) |
| 8. april 1976      | 1:00     | Mars           | Mebsuta (ε Gem)                |
| 17. novembar 1981  | 14:27    | Venera         | Nunki (σ Sgr)                  |
| 19. novembar 1984  | 1:32     | Venera         | Kaus Borealis (λ Sag)          |
| 17. februar 2035   | 15:19    | Venera         | Albaldah (π Sag)               |
| 11. oktobar 2044   | 22:00    | Venera         | Regul (α Leo)                  |
| 23. februar 2046   | 19:24    | Venera         | Kapa (ρ¹ Sag)                  |
| 10. novembar 2052  | 7:20     | Merkur         | Zuben el genub (α Lib)         |
| 22. novembar 2065  | 12:45    | Venera         | Jupiter                        |
| 15. jul 2067       | 11:56    | Merkur         | Neptun                         |
| 3. oktobar 2078    | 22:00    | Mars           | Imad (θ Oph)                   |
| 11. avgust 2079    | 1:30     | Merkur         | Mars                           |
| 27. oktobar 2088   | 13:43    | Merkur         | Jupiter                        |
| 7. april 2094      | 10:48    | Merkur         | Jupiter                        |

## Literatura
- Meeus, Jean (1995). Astronomical Tables of the Sun, Moon and Planets. Richmond, Virginia: Willmann-Bell, Inc. ISBN 978-0-943396-45-3.
- (језик: немачки) Marco Peuschel – Astronomische Tabellen für den Mond von 2007 bis 2016, Mondphasen, Apsiden, Knotendurchgänge, Maximale und minimale Deklinationswerte und Sternbedeckungen sowie ausführliche Ephemeriden für jeden Tag des Jahres, inkl. Mondauf-und Untergänge und physische Daten.
- „Transit Method | Las Cumbres Observatory”. lco.global (на језику: енглески). Приступљено 2018-11-27.
- Asher, Johnson, John (29. 12. 2015). How do you find an exoplanet?. Princeton, New Jersey. ISBN 9780691156811. OCLC 908083548.
- „Down in Front!: The Transit Photometry Method”. The Planetary Society (на језику: енглески). фебруар 2020.
- „Exoplanet Archive Planet Counts”. exoplanetarchive.ipac.caltech.edu. Приступљено 2018-12-17.
- „Transit of Venus – Safety”. University of Central Lancashire. Архивирано из оригинала 25. 9. 2006. г. Приступљено 21. 9. 2006.
- „The HATNet Exoplanet Survey”. hatnet.org. Princeton University. 2018. Архивирано из оригинала 19. 04. 2021. г. Приступљено 01. 06. 2023.
- „The HAT Exoplanet Surveys”. hatsurveys.org. Архивирано из оригинала 25. 09. 2021. г. Приступљено 2018-12-16.
- „The HATPI Project”. hatpi.org. Архивирано из оригинала 08. 06. 2023. г. Приступљено 2018-12-16.
- Pepper, J.; Pogge, R.; Depoy, D. L.; Marshall, J. L.; Stanek, K.; Stutz, A.; Trueblood, M.; Trueblood, P. (1. 7. 2007). „Early Results from the KELT Transit Survey”. Transiting Extrapolar Planets Workshop. 366: 27. Bibcode:2007ASPC..366...27P. arXiv:astro-ph/0611947 .
- „KELT-North: Method”. www.astronomy.ohio-state.edu. Архивирано из оригинала 24. 01. 2019. г. Приступљено 2018-12-16.
- Stassun, Keivan; James, David; Siverd, Robert; Kuhn, Rudolf B.; Pepper, Joshua (7. 3. 2012). „The KELT-South Telescope”. Publications of the Astronomical Society of the Pacific (на језику: енглески). 124 (913): 230. Bibcode:2012PASP..124..230P. ISSN 1538-3873. S2CID 119207060. arXiv:1202.1826 . doi:10.1086/665044.
- Johnson, Michele (13. 4. 2015). „Mission overview”. NASA. Приступљено 2018-12-16.
- Fortney, Jonathan J.; Twicken, J. D.; Smith, Marcie; Najita, Joan R.; Miglio, Andrea; Marcy, Geoffrey W.; Huber, Daniel; Cochran, William D.; Chaplin, William J. (1. 4. 2014). „The K2 Mission: Characterization and Early Results”. Publications of the Astronomical Society of the Pacific (на језику: енглески). 126 (938): 398. Bibcode:2014PASP..126..398H. ISSN 1538-3873. S2CID 119206652. arXiv:1402.5163 . doi:10.1086/676406.
- Chasing Venus, Observing the Transits of Venus Smithsonian Institution Libraries
- Jean Meeus: Transits. Richmond, Virginia: Willmann-Bell, Inc., 1989,  0-943396-25-5
- Jean Meeus: Astronomical Tables of the Sun, Moon and Planets. Richmond, Virginia: Willmann-Bell, Inc., 1995,  0-943396-45-X
- Karl Ramsayer: Geodätische Astronomie, Vol.2a of Handbuch der Vermessungskunde, 900 p., J.B.Metzler, Stuttgart 1969.
- Coyle, Harold P. (2008). „Syzygy”. AccessScience. ©McGraw-Hill Companies. doi:10.1036/1097-8542.757218. Приступљено 5. 5. 2012.
- „Ideas & Trends in Summary; It's All Right To Come Out Now”. New York Times. 14. 3. 1982. Приступљено 20. 5. 2015.